# ناحیه ظفرآباد
ناحیه ظفرآباد (به تاجیکی: Ноҳияи Зафаробод) یکی از ناحیه‌های اداری ولایت سغد در تاجیکستان است و در شمال جمهوری تاجیکستان جای دارد. مرکز این ناحیه، جماعت ظفرآباد است.

## تقسیمات
| جماعت‌های ناحیهٔ ظفرآباد |       |
| جماعت                  | جمعیت |
| جامی                   | ۳۹۴۱  |
| روشن                   | ۱۰۸۲۵ |
| حامد علیف              | ۶۸۷۲  |
| ظفرآباد                | ۱۱۸۳۲ |
| محنت‌آباد               | ۷۶۳۶  |